# Senyoku no Sigrdrifa
Senyoku no Sigrdrifa (戦翼のシグルドリーヴァ Sen'yoku no Shigurudorīva?), también conocida como Warlords of Sigrdrifa, es una serie de televisión de anime producida por Aniplex y A-1 Pictures. Se emitió de octubre a diciembre de 2020. Kadokawa Shoten publicó dos series de novelas ligeras, tituladas "Warlords of Sigrdrifa Rusalka" y "Senyoku no Sigrdrifa Sakura", bajo su sello Kadokawa Sneaker Bunko. Además, Kadokawa Shoten serializa dos series de manga, tituladas "Senyoku no Sigrdrifa Non-Scramble"y "Senyoku no Sigrdrifa Kurū no Eiyū".

## Sinopsis
Cuando la humanidad se ve amenazada por Pilares misteriosos, el dios nórdico Odín le ofrece a la humanidad una forma de contraatacar: jóvenes pilotos llamadas "Valkyries", cada una de las cuales pilota un avión especial mejorado mágicamente capaz de luchar contra este nuevo y misterioso enemigo. Una de estas valquirias es Claudia Bruford, una piloto alemana que es transferida a la base aérea de Tateyama, donde se hace amiga de un trío de valquirias japonesas y aprende el valor de la amistad.

## Personajes
Claudia Bruford (クラウディア・ブラフォード Kuraudia Burafōdo?)
 Seiyū: Hibiku Yamamura
Miyako Muguruma (六車 宮古 Muguruma Miyako?)
 Seiyū: Nene Hieda
Azuzu Komagome (駒込 アズズ Komagome Azuzu?)
 Seiyū: M.A.O
Sonoka Watarai (渡来 園香 Watarai Sonoka?)
 Seiyū: Sayaka Kikuchi
Rusalka Evereska (ルサルカ・エヴァレスカ Rusaruka Evaresuka?)
 Seiyū: Ai Kayano
Lizbet Crown (リズベット・クラウン Rizubetto Kuraun?)
 Seiyū: Mikako Komatsu
Leyli Haltija (レイリー・ハルティア Reirī Harutia?)
 Seiyū: Hitomi Ueda
Misato Honjo (本庄 美智 Honjō Misato?)
 Seiyū: Yui Horie
Nono Kazuura (和浦 野乃 Kazuura Nono?)
 Seiyū: Rina Hidaka
Komachi Mikuri (御厨 小町 Mikuri Komachi?)
 Seiyū: Sumire Uesaka
Ichiro Satomi (里美 一郎 Satomi Ichirō?)
 Seiyū: Hiroaki Hirata
Maintenance teamleader (整備班長 Seibi Hanchō?)
 Seiyū: Shigeru Chiba
Ronge (ロン毛?)
Seiyū: Yūichi Nakamura
Kinpatsu (金髪?)
 Seiyū: Tomokazu Sugita
Gurasan (グラサン?)
 Seiyū: Mafia Kajita
Odin (オーディン Ōdin?)
 Seiyū: Akira Kamiya
Yayoi Amatsuka (天塚弥生 Amatsuka Yayoi?)
 Seiyū: Marina Inoue
Kurumi Suzuhara (鈴原くるみ Suzuhara Kurumi?)
 Seiyū: Kanon Takao
Moe Isurugi (石動萌 Isurugi Moe?)
 Seiyū: Mayu Sagara
Toshizo Okita (沖田歳三 Okita Toshizō?)
 Seiyū: Akio Ōtsuka
Alma Conturo (アルマ・コントーロ Aruma Kontōro?)
 Seiyū: Akari Kitō
Lhasa Lurizar (ラサ・ルリザーレ Rasa Rurizāre?)
 Seiyū: Shizuka Itō
Nina Kolmakov (ニーナ・コルマコフ Nīna Korumakofu?)
 Seiyū: Momo Asakura

## Contenido de la obra

### Novela ligera
Kadokawa Shoten publicó una serie de precuelas derivadas de novelas ligeras del anime, titulada "Warlords of Sigrdrifa Rusalka", bajo su sello Kadokawa Sneaker Bunko. Está escrito por el escritor de la serie Tappei Nagatsuki e ilustrado por Takuya Fujima. La novela ligera tiene licencia en Norteamérica por Yen Press.
Otra precuela derivada de una novela ligera titulada "Senyoku no Sigrdrifa Sakura", también escrita por Nagatsuki, fue publicada por Kadokawa Shoten bajo su sello Kadokawa Sneaker Bunko.

### Manga
Una serie derivada de manga de Kanari Abe, titulada "Senyoku no Sigrdrifa Non-Scramble", comenzó a serializarse en la revista Monthly Comic Alive de Kadokawa Shoten el 27 de julio de 2020.
Una segunda serie de Takeshi Nogami, titulada "Senyoku no Sigrdrifa Kurū no Eiyū", comenzó a serializarse en el sitio web Comic Hu de Kadokawa Shoten el 4 de octubre de 2020.

### Anime
La serie de televisión de anime fue escrita por Tappei Nagatsuki y dirigida por Hirotaka Tokuda, con diseños de personajes de Takuya Fujima. Shigeo Komori y Hajime Hyakkoku compusieron la música de la serie, mientras que Takaaki Suzuki se desempeñó como coguionista y proporcionó la construcción del mundo y la investigación para la serie. La serie se estrenó originalmente en julio de 2020. Sin embargo, se emitió del 3 de octubre al 26 de diciembre de 2020 debido a la pandemia de COVID-19. Nanawo Akari interpretó el tema de apertura "Higher's High", mientras que Spira Spica interpretó el tema de cierre "Sayonara Namida". La serie comenzó con un especial de 1 hora y duró 12 episodios. La serie fue autorizada por Funimation a través de Aniplex. Tras la adquisición de Crunchyroll por parte de Sony, la serie se trasladó a Crunchyroll obteniendo la licencia de la serie fuera de Asia.